# Municipio de North Versailles
El municipio de North Versailles (en inglés: North Versailles Township) es un municipio ubicado en el condado de Allegheny en el estado estadounidense de Pensilvania. En el año 2000 tenía una población de 11.125 habitantes y una densidad poblacional de 529.6 personas por km².

## Geografía
El municipio de North Versailles se encuentra ubicado en las coordenadas 40°22′49″N 79°48′37″O / 40.38028, -79.81028.

## Demografía
Según la Oficina del Censo en 2000 los ingresos medios por hogar en la localidad eran de $30,617 y los ingresos medios por familia eran $38,145. Los hombres tenían unos ingresos medios de $31,389 frente a los $25,451 para las mujeres. La renta per cápita para la localidad era de $16,991. Alrededor del 9.8% de la población estaban por debajo del umbral de pobreza.